# Thylogale lanatus
Il pademelon di montagna (Thylogale lanatus Thomas, 1922) è una specie appartenente al genere Thylogale. Endemico della Papua Nuova Guinea, è diffuso solamente sui Monti Saruwaged, nella Penisola di Huon, ad altitudini comprese tra i 3000 e i 3800 m. È stato per lungo tempo considerato una semplice sottospecie del pademelon di Brown (Thylogale browni), fino a quando Colin Groves, nel 1995, lo ha elevato al rango di specie. Molto raro, è minacciato dalla caccia datale dalle tribù locali.